# Волошина Катерина Володимирівна
Катери́на Володи́мирівна Воло́шина (нар. 17 серпня 1982, м. Житомир) — українська поетеса. Авторка 12 поетичних збірок. Учасниця фестивалів та проектів Книжковий арсенал, Book Forum Lviv, Почути, Вірші вночі, Book Space, СловаRi, Демидівські вихідні, Літера.

## Книги
Автор наступних книг:
2006 — «Я бачу тільки сонце» — збірка юнацького періоду (видавництво «Наукова думка»).
2009 — «Біжу у сни» — поетичні мініатюри (самвидав).
2013 — «Місяць уповні» — збірка віршів.
2015 — «Театр в сиреневом раю» — артбук, ілюстрації старшої дочки Марусі.
2017 — «Вітри» — збірка віршів, ілюстрації художниці та дизайнера Аліни Гаєвої, співвласниці (видавництво «Laurus»).
2018 — TWIXT — фото-поетичний альбом з листівками, фото режисера та кліпмейкера Віктора Придувалова.
2018 — «Sappho» — цикл із 10-ти віршів присвячених грецькій поетесі Сапфо.
2018 — «Voloshka» — збірка російськомовних віршів.
2019 — «Voloshka» — збірка україномовних віршів.
2020 — «Чорні Чорнила» — цитатник з ілюстраціями Аліни Гаєвої.
2022 — «Voloshka» — збірка віршів.

## Музика
Протягом 2015—2017 — Катерина Волошина була частиною дуету Voloshyna & Bushiko. Разом із відомим музикантом та композитором Костянтином Бушинським записано 4 музично-поетичні альбоми:
2016 — «Зашкаливает»
2016 — «Мідляки»
2017 — «RadioИсследования»
2017 — «10 писем к Сапфо»
У 2019 році розпочинає роботу в дуеті Інша Тиша з композитором, басистом Сергієм Радзецьким. 
2020 — альбом «Магніти»
2021 — альбом «Потяг»
2022 — альбом «Все й ніщо»
2022 — альбом «У пошуках Пікассо»
2022 — альбом французькою мовою «A la recherche de Picasso»

## Громадянська позиція
У 2018 році записала відеозвернення на підтримку ув'язненого в Росії українського режисера Олега Сенцова.

## Публікації у ЗМІ
UATV – інтерв'ю, програма "Переплет" [Архівовано 23 січня 2019 у Wayback Machine.]
News DKS – про презентацію [Архівовано 8 листопада 2018 у Wayback Machine.] книги "Вітри" 
У залива – підбірка [Архівовано 23 січня 2019 у Wayback Machine.] віршів
Kiev.Life – підбірка[недоступне посилання] віршів
Житомир.info – інтерв'ю, програма "Діалоги"
Житомирська хвиля – радіоефір
Копійка – інтерв'ю [Архівовано 8 листопада 2018 у Wayback Machine.]

## Сім'я та освіта
Катерина народилася в сім'ї режисера Володимира Волошина та акторки й режисерки Алли Волошиної. Середню освіту отримала в Житомирській сш № 25, Житомирській сш № 23 та Житомирському медичному коледжі. Закінчила КНУ ім. Тараса Шевченка, Романо-германський факультет.
Катерина — мати трьох дітей: Марійки, Варвари та Василини.